# Werner Kreindl
Werner Kreindl (* 20. Oktober 1927 in Wels; † 6. Juni 1992 in Vöcklabruck) war ein österreichischer Schauspieler.

## Leben
Der Theaterschauspieler Kreindl wuchs im oberösterreichischen Vöcklabruck auf und war schon früh am Bühnenberuf interessiert. Seinen diesbezüglichen Avancen stand jedoch der Wehrdienst entgegen, bei dem er sich gegen Ende des Krieges als 17-Jähriger einen Kopfschuss zuzog, von dem er sich allerdings bald erholte. Werner Kreindl studierte in Wien Germanistik und Theaterwissenschaften und stand während dieser Zeit einem Studententheater vor. Nach Engagements in Wien und Graz erwarb er sich bald einen Ruf als Charakterdarsteller und wurde am Wiener Burgtheater verpflichtet. Weitere Stationen seiner Laufbahn waren Bonn, München, Darmstadt, Berlin und Hamburg. „Die Hungrigen nach Macht zeichneten hier seinen künstlerischen Weg, die Tückischen oder Listigen.“ Sein Sohn Michael (* 1965) ist Regisseur.
In den 1960er Jahren wurde er fürs Fernsehen entdeckt. Besonders erwähnenswert sind der Mehrteiler Nobile – Sieben Wochen auf dem Eis (1967) und der Fernsehfilm Der Reichstagsbrandprozess, in dem er die Rolle Hermann Görings übernahm. Daneben spielte er im historischen Fernsehspiel Die rote Kapelle, im Krimi Der Monddiamant, im Thriller Das schöne Ende dieser Welt sowie in Verfilmungen anspruchsvoller Stoffe wie Das Eichmann-Protokoll, Theaterblut, Das heilige Experiment sowie dem Politthriller Auf den Tag genau. In der Verfilmung von Der Schüler Gerber spielte er 1981 den Lehrer Artur Kupfer. Für diese darstellerische Leistung erhielt Kreindl das Filmband in Gold. Im gleichen Jahr gehörte er zum Kreis der deutschsprachigen Schauspieler in dem US-amerikanischen Fernsehvierteiler Holocaust, wo er an der Seite von Meryl Streep und James Woods spielte. Des Weiteren war er in Gastrollen von Krimiserien wie Der Alte und Derrick zu sehen.
In der Krimiserie SOKO 5113 wurde Kreindl 1978 einem breiten Publikum bekannt. Neben anderen Krimiserien (Tatort, Der Kommissar) spielte er im ZDF-Vorabendprogramm bis zu seinem Tode den Leiter der SOKO, Hauptkommissar Karl Göttmann. Insgesamt wirkte er in 123 Folgen mit. Zum Zeitpunkt seines Todes war bereits die zehnte Folge der 12. Staffel abgedreht, in deren elfter Folge er als Leiter der SOKO abgelöst werden, in den Innendienst versetzt und zum Kriminaldirektor aufsteigen sollte.
Werner Kreindl war in dritter Ehe mit der Übersetzerin Irène Kuhn und in vierter Ehe mit der Schauspielerin Diana Körner verheiratet. Er starb am 6. Juni 1992 in der Vöcklabrucker Katastralgemeinde Wagrain im Alter von 64 Jahren an einem Herzinfarkt. Seine Grabstelle befindet sich auf dem Friedhof Bogenhausen in München (Grab Mauer rechts 12a).

## Hörbücher
- Alfred Andersch: Der Vater eines Mörders und andere Geschichten. Gelesen von Alfred Andersch, Werner Kreindl, Hans Korte, Peter Lieck u. a., mOceanOTonVerlag, Vertrieb: Grosser+Stein, 2007, ISBN 978-3-86735-211-6, aus der Reihe HörEdition der Weltliteratur.
- Joseph Roth: Radetzkymarsch. Gelesen von Werner Kreindl. DAV Hörbuch, 2015, ISBN 978-3-86231-640-3 (vollständige Fassung, 16:01 Std.; produziert 1975 für den Hessischen Rundfunk)

## Filmografie (Auswahl)
| - 1962: Zwei Bayern in Bonn - 1965: Zeitsperre - 1966: Freiheit im Dezember - 1966: Abschied von gestern - 1966: Der gute Mensch von Sezuan - 1966: Nur einer wird leben - 1967: Fernfahrer - 1967: Die fünfte Kolonne – Ein Anruf aus der Zone - 1967: Das Kriminalmuseum – Die Kamera - 1967: Das Attentat: Der Tod des Engelbert Dollfuss - 1967: Nobile – Sieben Wochen auf dem Eis (Mehrteiler) - 1967: Der Reichstagsbrandprozess - 1969: Amerika oder der Verschollene - 1969: Rebellion der Verlorenen - 1969: Der zweite Schuß - 1969: Epitaph für einen König - 1969: Die Kuba-Krise 1962 - 1970: Der Kommissar – Messer im Rücken - 1970: Pakbo - 1970: Sir Henri Deterding - 1970: Ein ruhiges Heim - 1970: Unter Kuratel - 1970: Der Kirschgarten - 1970: Millionen nach Maß (Mehrteiler) - 1970: Engel, die ihre Flügel verbrennen - 1971: Oliver - 1971: Der Kommissar – Tod eines Ladenbesitzers - 1972: Die Bilder laufen - 1972: Die rote Kapelle (Mehrteiler) - 1973: Lawinenpatrouille – Station Weißfluhjoch - 1974: Der Monddiamant (Mehrteiler) - 1974: Eine geschiedene Frau (Mehrteiler) - 1974: Am Morgen meines Todes - 1974: Tatort – Gefährliche Wanzen - 1975: Derrick – Mitternachtsbus - 1975: Sonderdezernat K1 – Sackgasse - 1975: Der Kommissar – Ein Mord auf dem Lande - 1976: Der Winter, der ein Sommer war (Mehrteiler) - 1976: Minna von Barnhelm - 1976: Der Menschenfeind - 1976: Taxi 4012 - 1976: Feinde - 1977: Richelieu (Mehrteiler) - 1977: Walter Hasenclever - 1977: Roulette - 1978: Wallenstein (Mehrteiler) - 1978: Holocaust – Die Geschichte der Familie Weiß (Mehrteiler) - 1978: Kleine Geschichten mit großen Tieren | - 1978: Stützen der Gesellschaft - 1978–1992: SOKO 5113 (Fernsehserie, 123 Folgen in 12 Staffeln) - 1979: Augenblicke – 4 Szenen mit Paula Wessely - 1979: Die großen Sebastians - 1979: Die Quelle - 1979: Der Alte – Der Abgrund - 1980: Der Alte – Vertrauensstellung - 1980: Soweit das Auge reicht - 1980: Derrick – Tödliche Sekunde - 1980: Knobbes Knoten - 1980: Der Fall Walrawe - 1980: Die Formel (The Formula) - 1980: Polizeiinspektion 1 – Sylvester - 1981: Die Wildente - 1981: Der Schüler Gerber - 1981: Der Alte – Urlaub aus dem Knast - 1982: Derrick – Eine Falle für Derrick - 1982: Der Alte – Der rote Faden - 1982: Das Dorf an der Grenze - 1982: Der schwarze Bumerang (Mehrteiler) - 1983: Die Krimistunde (Fernsehserie, Folge 7, Episode: Der letzte Drink) - 1983: Unsere schönsten Jahre (Serie) - 1983: Der Feuersturm (The Winds of War, Mehrteiler) - 1983: Die Matrosen von Kronstadt - 1983: Gestern bei Müllers (Serie) - 1983: Das schöne Ende dieser Welt - 1984: Der eiserne Weg (Mehrteiler) - 1985: Die Einsteiger - 1985: Gambit - 1985: Der Alte – Wiederholungstäter - 1985: Seitenstechen - 1985: Die Schwarzwaldklinik (2 Folgen) - 1986: Hessische Geschichten (Serie) - 1986: Geld oder Leber - 1986: Auf den Tag genau - 1986: Die Schokoladenschnüffler - 1986: Kunyonga – Mord in Afrika - 1986: Die Zukunft hat Geburtstag (Einspielfilm in der TV-Show) - 1987: Gambit - 1987: Top Kids - 1988: Das Winterhaus - 1988: Heiteres Bezirksgericht (Folge 14, Episode: Ein gutes Herz) - 1989: Derrick – Die blaue Rose - 1990: Bei mir liegen Sie richtig - 1991: Der Tod kam als Freund - 1991: Dido – Das Geheimnis des Fisches (Dreiteiler) - 1991: Der 13. Tag - 1993: Hecht & Haie (Fernsehserie, Folge 4, Episode: Frische Brötchen) |